# Corneliu Nițescu
Corneliu Nițescu ( Călărași, 1922. február 2. – 2019. május 16. vagy azelőtt) román nemzetközi labdarúgó-játékvezető.

## Pályafutása

### Nemzetközi játékvezetés
A Nemzetközi Labdarúgó-szövetség (FIFA) 1961-től tartotta nyilván bírói keretében. Több mint 1000 belföldi és 63 nemzetközi mérkőzést vezetett. Az aktív nemzetközi játékvezetéstől 1969-ben búcsúzott.

#### Olimpia
Az 1964. évi nyári olimpiai játékok labdarúgó tornájának mérkőzésein a FIFA JB bíróként alkalmazta.
| Időpont           | Helyszín                | Mérkőzés típusa        | Mérkőzés    | Eredmény |
| ----------------- | ----------------------- | ---------------------- | ----------- | -------- |
| 1964. október 16. | Komazawa Stadion, Tokió | selejtező (D. csoport) | Ghána–Japán | 3 – 2    |